# 오토 헤르슈만

오토 헤르슈만 박사(독일어: Otto Herschmann, 1877년 1월 4일 ~ 1942년 7월 14일)은 오스트리아의 유대인 수영 선수, 펜싱 선수, 변호사, 심판이었다. 다른 종목에서 메달을 딴 3명의 선수 중 한 명 이기도 하다.

## 올림픽 수영 선수
빈에서 태어난 헤르슈만은 아테네에서 열린 1896년 하계 올림픽에 처음 참가했다. 자유형 100m 종목에 참가해서 1분 22초 8의 기록으로 2위를 차지했다. 1위를 한 알프레드 하요스에 불과 0.6초 뒤진 기록이었다.

## 올림픽 펜싱 선수
헤르슈만은 오스트리아의 펜싱 선수로서 스웨덴의 스톡홀름에서 열린 1912년 하계 올림픽에 참가하여, 사브르 단체 전에서 은메달을 땄다.
이 때 그는 오스트리아 올림픽 위원회의 위원장이 되었다. 그는 NOC 일을 하는 동안에 메달을 딴 유일한 위원장이 되었다.

## 수용소 생활과 죽음
헤르슈만은 나치에 의해 빈에서 체포되었다. 1942년 1월 14일에 소비보르 강제 수용소에 수감되었으며 그 해에 독일이 점령 하고 있던 폴란드에 있는 이즈비카 강제 수용소에서 숨을 거두었다.

## 명예의 전당
유대인이었던 헤르슈만은 국제 유대인 스포츠 명예의 전당에 입성했다.
2001년 11월 7일에 고향 빈의 지머링에서는 그의 이름을 딴 '오토-헤르슈만-가제'길이 만들어졌다.